# Sikorsky S-92
Le Sikorsky S-92 est un hélicoptère bimoteur doté d'un rotor principal à quatre pales construit par Sikorsky Aircraft à la fois pour le marché civil et militaire. Le S-92 a été développé à partir du Sikorsky S-70 et comporte des pièces communes avec celui-ci, telles que le rotor et le système de contrôle de vol. Depuis février 2009, le programme S-92 est incorporé dans Sikorsky Aircraft Corporation, la nouvelle entité de Sikorsky tournée vers le marché civil.

## Développement
Sikorsky Aircraft expose pour la première fois une maquette du S-92 en 1992. Le S-92 était alors supposé être mis sur le marché au début de 1993, mais, en raison du recul du marché international pour les hélicoptères, le programme est retardé. En 1995, Sikorsky forme « L'Équipe S-92 » avec des partenaires internationaux et lance le programme de l'hélicoptère au Salon du Bourget à Paris la même année. Sikorsky développe le S-92 pour concurrencer les aéronefs civils tels que l'Eurocopter AS332. L'hélicoptère utilise un nouveau type de cellule avec des composantes dynamiques fondées sur celles du Sikorsky S-70. Le S-92 effectue son premier vol le 23 décembre 1998 au centre de vol de Sikorsky, à West Palm Beach, Floride,.

## Conception

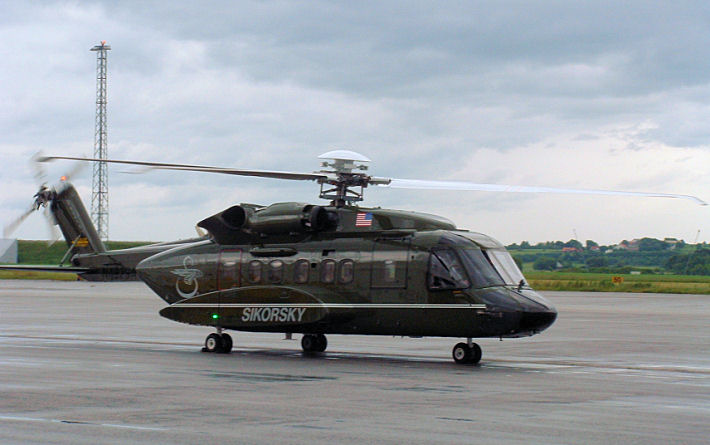
Un S-92 à l'aéroport de Sola, Norvège en juillet 2003.

Le S-92 est un hélicoptère multiusage propulsé par deux turbomoteurs General Electric T700 et possède une cellule en aluminium ainsi que des composants en matériau composite. Le rotor principal entièrement articulé à quatre pales en composite est plus large et a un rayon plus grand que celui du Sikorsky S-70. La pointe conique de chaque pale présente un angle orienté vers le bas, permettant de diminuer le bruit ainsi que d'augmenter la portance. La plupart des composantes du système d'hélice, en excluant les pales, sont faites de titane.
Le S-92 dispose également d'un système actif de contrôle de la vibration avec des détecteurs de vibrations et de générateurs de force montés sur la structure. Ce système fournit un vol plus confortable et offre un niveau acoustique sous les exigences normales dans le domaine du transport aérien. Ce système prolonge également l'espérance de vie de la cellule en réduisant la Fatigue (matériau) sur l'aéronef.

## Historique opérationnel

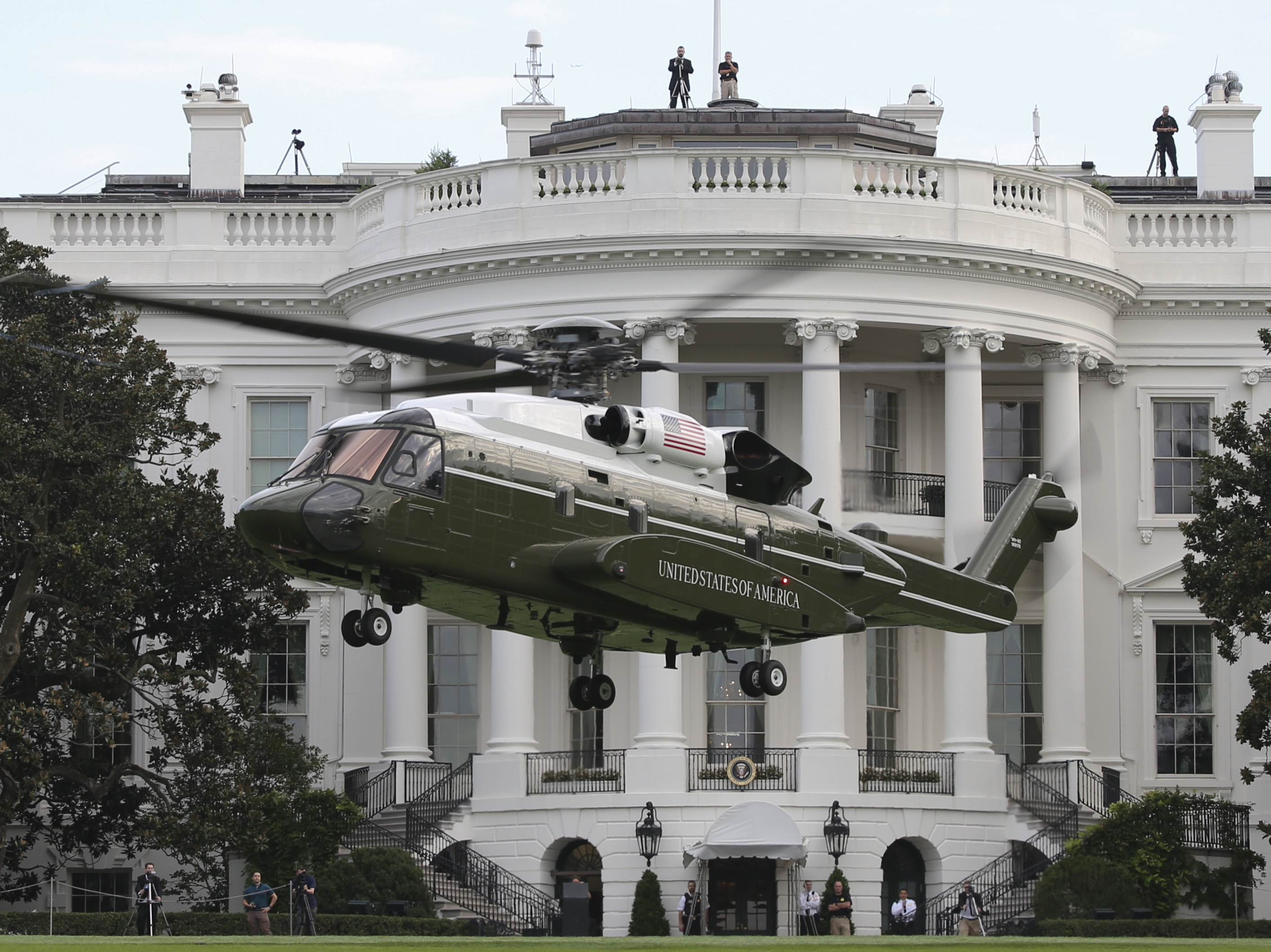
Atterrissage d'un Sikorsky VH-92 devant la maison blanche lors de tests en 2018

Le S-92 est certifié par la FAA en 2002, et internationalement en juin 2004. Le premier S-92 est délivré à Petroleum Helicopters en septembre 2004. Le 300e en 2018 est assemblé dans l'usine Lockheed Martin Sikorsky Heliplex, en Pennsylvanie, de Coatesville (Pennsylvanie) mais ce site est fermé fin 2019 et l'assemblage transféré dans un site d'Owego dans l'État de New York.

## Versions
Le H-92 Superhawk est une version militaire du S-92 utilisée pour le transport de passagers et capable de transporter 22 militaires. Le H-92 peut aussi être configuré pour des missions spécifiques incluant la recherche et sauvetage et le transport de personnalités.
Le CH-148 Cyclone est un hélicoptère tourné vers le domaine maritime développé pour les Forces Canadiennes.
Le VH-92 est une version spécifique pour être un des hélicoptères Marine One à partir de 2019. Dans le cadre du programme VXX (Presidential Helicopter Replacement Program), l'United States Navy a choisi le VH-92 du constructeur Sikorsky. 2 prototypes 21 hélicoptères sont livrés au Marine Helicopter Squadron One (HMX-1) entre 2019 et le 19 août 2024, avec une première livraison de six VH-92 et de deux simulateurs d'ici 2020, les premiers exemplaires sont testés fin 2018. Ils auraient du entrer en service effectif mi-2020 mais leur premier vol en tant que Marine One  a eu lieu le 19 août 2024.

## Opérations

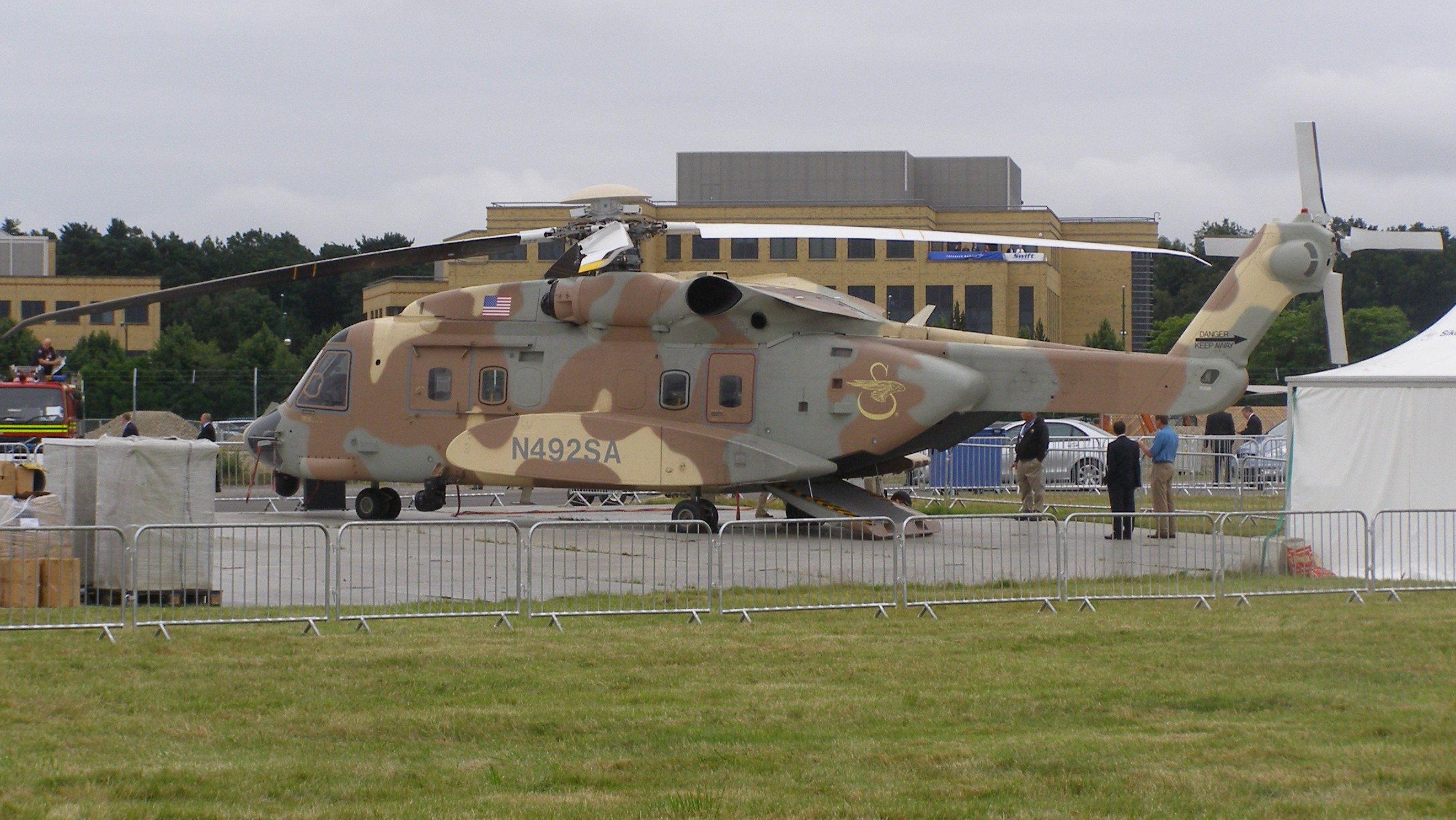
S-92 en démonstration au Salon aérien de Farnborough, Angleterre, 2008

### Opérations gouvernementales
[Quand ?]
 Azerbaïdjan
- Gouvernement de l'Azerbaïdjan[11]

 Bahreïn
- Royal Air Wing[12]

 Canada
- Voir Sikorsky CH-148 Cyclone

 Irlande
- La Garde côtière irlandaise remplacera ses Sikorsky S-61 avec le S-92, loué de CHC Helicopter[13].

 Koweït
- La Force aérienne koweïtienne opère 4 hélicoptères. 1 VIP, 2 VVIP et 1 SAR. Les aéronefs sont basés à l'Aéroport International de Koweït.

 Qatar
- Le Gouvernement du Qatar opère 2 hélicoptères.

 Arabie saoudite
- Le ministère de l'intérieur de l'Arabie saoudite a commandé 16 hélicoptères au salon aérien de Dubaï en novembre 2007. Quelques aéronefs sont armés de fusils-mitrailleurs afin de participer aux opérations antiterroristes.

 Corée du Sud
- Le Gouvernement de la république de Corée opère 3 hélicoptères[14]. Introduit en novembre 2007.

 Thaïlande
- 3 commandes pour le gouvernement thaïlandais. Annoncé par le Bangkok Post le 8 avril 2011[15].

 Turquie
- Gouvernement de la Turquie opère 1 hélicoptère[16].

 Turkménistan
- Gouvernement du Turkménistan opère 2 hélicoptères.[réf. nécessaire]

 Royaume-Uni
- La Garde Côtière de Sa Majesté opère 4 hélicoptères loués de CHC Helicopter[17].

### Opérations civiles
[Quand ?]
 Australie
- Bond Helicopters – 2 appareils livrés en mars 2015[18].

 Brunei
- Les pétroles Shell, Brunei – 3

 Brésil
- Líder Aviação – 1

 Canada
- CHC Helicopter – 12
- Cougar Helicopters – 8
- Eastern General Aviation – 1

 Finlande
- Copterline de la Finlande – 1

 Norvège
- Bristow Norway – 11
- CHC Norway – 10

 Qatar
- Gulf Helicopters[19] – 2

 Afrique du Sud
- Starlite Aviation – 2

 Royaume-Uni
- Bristow Helicopters 19, dont sept commandés.

 États-Unis
- RDV Corporation – 1

- PHI inc[20] – 16

## Préoccupations médicales
En février 2011, le Dagbladet publie plusieurs articles à propos de préoccupations médicales en rapport avec le bruit et les vibrations dans l'aéronef. Les pilotes sont présumés développer des acouphènes, des problèmes de cœur et autres problèmes de santé,.

## Incidents et accidents importants
Le 19 juillet 2008, un S-92 transportant le Révérend Sun Myung Moon s'est écrasé en Corée du Sud. L'hélicoptère volait dans des conditions météo peu clémentes, et il s'est écrasé sur le bord d'une falaise. Les 16 personnes à bord furent blessées légèrement dans le crash,.
Le 12 mars 2009, un S-92 A opéré par la société Cougar Helicopters (vol 91) s'écrasa et coula au large d'une plateforme pétrolière de Terre-Neuve. L'appareil transportait 18 passagers et membres d'équipage. Une seule personne fut secourue des eaux glacées de l'océan Atlantique, les autres n'ayant pas survécu. L'hélicoptère repose à plus de 170 mètres de profondeur,. 
Le 28 décembre 2016, un S-92 A opéré par CHC Scotia (immatriculation G-WNSR) a subi des variations de trajectoire inattendues lors d'un vol de routine entre deux plateformes pétrolières en mer du Nord. Les pilotes ont effectué un atterrissage d'urgence sur la plate-forme West Franklin. En janvier 2017, Sikorsky a cloué au sol tous les appareils S92 pour des contrôles de sécurité des rotors de queue.
Le 14 mars 2017, un S-92 de la Garde côtière irlandaise s'est écrasé en mer au large de Blacksod, les 4 membres d'équipage qui participaient à une mission de recherche et sauvetage ont perdu la vie.
Le 28 février 2024, un S-92A de Bristow Norway AS s'écrase en mer au large de l'ile de Løno en Norvège. Un des six occupants est mort et les autres sont blessés

## Spécifications (S-92)
Données du Sikorsky S-92, International Directory of Civil Aircraft
Caractéristiques générales
- Équipage : 2 (pilote, copilote)
- Capacité : 19 passagers
- Longueur : 17,12 m
- Diamètre du rotor principal : 17,17 m
- Hauteur : 4,70 m
- Surface du rotor principal : 231,54 m2
- Masse à vide : 7 030 kg
- Masse en charge : 12 020 kg
- Masse maximale au décollage : 12 020 kg
- Moteur : 2 turbomoteurs General Electric CT7-8A de 1 879 kW chacun
- Longueur du fuselage : 17,12 m
- Largeur du fuselage : 5,26 m
- Système de rotor : 4 rotors
- Dimensions de la cabine : 6,10 m de long par 2,01 m de haut[34]

Performances
- Vitesse maximale : 165 nœuds, 306 km/h
- Vitesse de croisière : 151 nœuds, 280 km/h
- Rayon d'action 539 milles marins, 998 km
- Plafond : 14 000 pieds, 4 270 m
- Charge du rotor : 48 kg/m2
- Rapport poids/puissance : 0,38 W/kg